# انسان زهردار
 انسان زهردار (به هندی: Zehreela Insaan) یا انسان مسموم فیلمی محصول سال ۱۹۷۴ و به کارگردانی پوتانا کاناگال است. در این فیلم بازیگرانی همچون ریشی کاپور، موشومی چاترجی، نیتو سینگ، آمباریش، پران، دارا سینگ، افتخار و نیروپا روی ایفای نقش کرده‌اند.